# Florida Tropics Soccer Club
Florida Tropics SC é uma agremiação esportiva da cidade de Lakeland, Flórida. Atualmente disputa a Major Arena Soccer League, principal liga norte americana de showbol. O clube também disputa a Premier Development League sob o nome de Lakeland Tropics.

## História
Fundado em 3 de maio de 2016, o clube foi anunciado na Major Arena Soccer League no dia 29 de agosto de 2016. Em 19 de setembro de 2016 foi anunciado que o time disputaria a PDL sob o nome de Lakeland Tropics.

## Estatísticas

### Participações
|  | Participações em 2018 |

| Competição     | Competição               | Temporadas | Melhor campanha | Estreia | Última | P | R |
| Estados Unidos | Lamar Hunt U.S. Open Cup | 1          | Estreia (2018)  | 2018    | 2018   |   | – |